# Santa Ana Amatlán
Santa Ana Amatlán es una localidad del estado mexicano de Michoacán. Es parte del municipio de Buenavista.

## Toponimia
El nombre «Santa Ana» hace referencia a la santa patrona de la localidad: Santa Ana de Nazaret. El nombre «Amatlán» proviene de los términos en náhuatl: amatl, amate; tlan, lugar de abundancia. Su significado es «Lugar donde abunda el amate».

## Demografía
| Gráfica de evolución demográfica |
|                                  |

| Censo | Población |
| ----- | --------- |
| 1900  | 210       |
| 1910  | 218       |
| 1921  | 160       |
| 1930  | 128       |
| 1940  | 268       |
| 1950  | 612       |
| 1960  | 1 286     |
| 1970  | 2 055     |
| 1980  | 2 877     |
| 1990  | 3 411     |
| 2000  | 3 454     |
| 2010  | 4 189     |
| 2020  | 4 504     |